# プラハの春 (宝塚歌劇)
『プラハの春』（プラハのはる）は、宝塚歌劇団のミュージカル作品。星組公演。形式名は「宝塚グランド・ロマン」、宝塚は18場、東京は20場。
原作は春江一也による同名の小説。脚本・演出は谷正純。併演作品は『LUCKY STAR!』。
星組トップコンビ・香寿たつきと渚あきの宝塚大劇場でのお披露目公演。

## 公演期間と公演場所
- 2002年4月12日 - 5月20日[1]（新人公演：5月7日[3]）　宝塚大劇場
- 2002年6月28日 - 8月11日[2]（新人公演：7月9日[2]）　東京宝塚劇場

## スタッフ
※氏名の後ろに「宝塚」「東京」の文字がなければ両劇場共通。
- 作詞：公文健
- 作曲・編曲：吉崎憲治/宮原透
- 編曲：前田繁実/小高根凡平（東京）/脇田稔（東京）
- 音楽指揮：岡田良機（宝塚）、伊澤一郎（東京）
- 振付：尚すみれ/山村若
- 装置：新宮有紀
- 衣装：任田幾英
- 照明：勝柴次朗
- 音響：加門清邦
- 小道具：石橋清利
- 効果：切江勝
- 演技指導：村田富久
- 演出助手：荻田浩一/川上正和
- 装置助手：國包洋子
- 衣装補：河底美由紀
- 舞台進行：表原渉
- 小道具補：谷田祥一
- 衣装提供：オンワード樫山
- 舞台美術製作：株式会社宝塚舞台
- 演奏：宝塚歌劇オーケストラ（宝塚）
- 演奏コーディネート：株式会社内藤音楽事務所（東京）
- 制作：福嶋康徳
- 演出担当（新人公演）：川上正和

## 特別出演
※氏名の後ろの「（）」は2002年当時の所属組。
- 彩輝直（専科）[3]

## 主な配役
※下記の配役は宝塚・東京共通。「（）」は新人公演。
- 堀江亮介 - 香寿たつき（涼紫央）[3][2]
- カテリーナ - 渚あき（琴まりえ）[3][2]
- 稲村嘉弘 - 彩輝直（大真みらん）[3][2]
- ヤン・パラフ - 安蘭けい（柚希礼音）[3][2]
- ヘス中佐 - 夢輝のあ（彩海早矢）[3][2]
- テレザ - 秋園美緒（叶千佳）[3][2]
- モニカ - 叶千佳（陽月華）[3][2]
- ミロスラフ - 朝澄けい（綺華れい）[3][2]
- ヤロミール - 真飛聖（涼麻とも）[3][2]